# In the Sweet Pie and Pie
In the Sweet Pie and Pie (br.: As Três Divorciadas) é a 58º curta-metragem estrelada pelo trio de comédia americana, Os Três Patetas (Moe, Larry e Curly), lançada pela Columbia Pictures, em 1941. Os comediantes lançaram 190 curtas-metragens para o estúdio entre 1934 e 1959.

## Enredo
Tiska (Dorothy Appleby), Taska (Mary Ainslee) e Baska (Ethelreda Leopold) Jones, três garotas finas da sociedade, ganharão uma enorme herança, com a condição de que sejam casadas por um certo tempo. Seu advogado, o perspicaz Diggin (Richard Fiske) sugere que se casem com três detentos condenados à morte que faziam parte da gangue de Mushroom Murder (os Três Patetas). Uma vez que eles se casem, elas receberiam a sua herança, os Patetas seriam enforcados e as meninas poderiam se casar novamente depois. As três logo aparecem na cela dos Patetas e logo se casam com eles (Moe e Curly, desapontados por não terem recebido um beijo de casamento, dão um beijo um no outro).
Os Patetas são levados para a execução na prisão Hang-em'-all em um andaime. Mas as cordas quebram durante a tentativa de enforcamento e os Patetas e o diretor, ficam emaranhados em uma bagunça abaixo do andaime. Uma mensagem chega dizendo que o governador perdoou os Três Patetas, depois que Mickey Finn e sua gangue confessaram os assassinatos de Mushroom e os meninos são libertados. As meninas comemoram seu novo golpe de viuvez, quando os Três Patetas chegam à casa delas, surpreendendo-las.
As mulheres tentam inventar uma desculpa para se divorciar de seus novos maridos e decidem forçá-los a se tornarem cavalheiros da sociedade, algo que elas acreditavam que os Três Patetas nunca conseguissem fazer. As mulheres pedem a ajuda de seu advogado para executar o plano. Diggin sugere que elas façam uma festa formal, esperando que os Três Patetas façam um desastre durante a noite. Eles fazem (é claro) e a noite termina com os Três Patetas em uma guerra de tortas. 
Depois, Diggin suborna o mordomo para bater em Moe com um bolo grande e assim, fazê-lo parecer que ele era o culpado. Diggin ameaça anular os casamentos de uma só vez, usando como pretexto para o divórcio, a conduta social dos Patetas. No entanto, as mulheres estavam furiosas com Diggin, por causa da bagunça que ocorreu em sua casa, pois aquilo seria ideia dele. Elas, juntamente com os Patetas e os outros convidados presentes, atacam Diggin, cobrindo-o de tortas, da cabeça aos pés.